# La parcela (novela)
La parcela es la primera novela escrita por el poeta y escritor Alejandro Simón Partal, publicada en el año 2021 por la editorial Caballo de Troya y premiada con el Premio Cálamo Otra Mirada 2021. 

## Contexto
Esta novela gira en torno a un espacio concreto: la Jungla de Calais, nombre dado por los medios de comunicación al campo de refugiados situado cerca de Calais durante la crisis migratoria del 2015. Allí se alojaban miles de refugiados con la esperanza de poder acceder al Reino Unido a través del Eurotúnel. 

## Temas
A pesar de la importancia de la Jungla de Calais en el argumento de la La parcela, probablemente es la conformidad con el hastío vital el tema principal que articula la novela. Dentro de este se podría resaltar el hecho de vivir la sexualidad de uno mismo siendo homosexual. En ningún momento se hace un juicio moral sobre las decisiones del protagonista sobre su vida, solo se exponen situaciones sobre las que el lector tendrá que sacar conclusiones. 

## Argumento
La novela comienza con el viaje del protagonista, del que se desconoce el nombre, a Boulogne-sur-Mer, en el departamento del Paso de Calais. Dejando atrás a un padre enfermo, se dispone a dar clases de literatura en una universidad francesa. Allí pasará más de un mes en un hostal de mala muerte hasta poder encontrar un pequeño apartamento con ayuda de su compañera de trabajo Concha. Su vida acomodada en España gracias a la fortuna de su familia contrasta no solo con la pobreza económica que vive, sino con la anodina vida de la que no puede escapar. Sobrellevando su existencia mediante el alcohol y encuentros sexuales fortuitos con desconocidos, el recuerdo de su juventud y las ganas de volver a España parecen ser sus únicas vías de escape. Sin embargo, un día conocerá en un autobús a Nizar, un refugiado sirio de Hama que vive en la Jungla de Calais, uno de los mayores campos de refugiados en Europa. Tras pasar la noche con él en un bar y después en su casa, Nizar se convertirá para el protagonista en la razón vital de su existencia, y con él compartirá una relación sentimental y sexual complicada.
Un día el profesor conocerá a Abdul, hermano de Nizar y uno de los “representantes” de la población de la Jungla de Calais. Pasado un tiempo en el que su relación con Nizar no avanza, pero su dependencia hacia él sí, un día decide ir con él a la Jungla. En ella se adentrará en un espacio al que no pertenece, por lo que intenta ganarse el favor de Abdul para pasar desapercibido en la Jungla y así acercarse más a Nizar. Tras una breve visita de su madre, él, Nizar y Abdul deciden coger el coche para dar una vuelta, y una vez en la carretera Abdul le pedirá al protagonista que tome la salida hacia Inglaterra, a lo que se niega el profesor y tienen una pelea entre los tres que les obliga a parar el coche. Unos días después el profesor y Nizar viajarán a París, donde irán a una sauna juntos y Nizar desaparecerá, lo que hundirá momentáneamente al profesor. Con la sensación de despertarse de una largo letargo, el protagonista volverá a España, pasando de una parcela francesa a su parcela familiar, y todavía pensando “en las ruinas de su piel”.